# Bertha Valerius

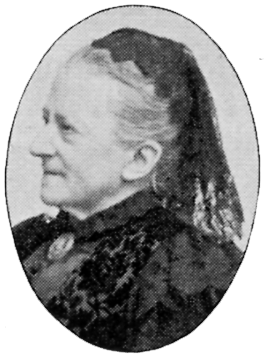
Porträt von Bertha Valerius

Aurora Valeria Albertina Valerius, bekannt als Bertha Valerius (* 21. Januar 1824 in Stockholm; † 24. März 1895 ebenda), war eine schwedische Fotografin und Malerin.

## Leben
Bertha Valerius wurde als Tochter von Johan David Valerius, einem Mitglied der Schwedischen Akademie, und Kristina Aurora Ingell geboren. Ihre Schwester war die Sängerin und Malerin Baronin Adelaïde von Leuhusen.
Ab 1849 studierte sie an der Königlich Schwedischen Kunstakademie und erhielt ein Stipendium, um in Düsseldorf, Dresden und Paris zu studieren. Nach ihrer Rückkehr schlug sie eine Karriere als Porträtmalerin ein. 1853 und 1856 nahm sie an Ausstellungen der Akademie teil. Später hatte sie die Gelegenheit, ihre Schwester und die Opernsängerin Kristina Nilsson als ihre Anstandsdame nach Paris zu begleiten. Während ihres zweiten Aufenthalts in Paris interessierte sie sich für Fotografie und eröffnete nach ihrer Rückkehr 1862 ihr eigenes Atelier in Stockholm.
1864 wurde sie zur offiziellen Porträtmalerin des königlichen Hofes ernannt und fertigte 120 Visitenkarten für die königliche Familie an. Bei der Ausstellung im Kungsträdgården 1866 wurde ihr ein Ehrendiplom verliehen. Von 1868 bis 1872 befand sich ihr Atelier im Hotel de la Croix in Norrmalm. Um 1880 schloss sie ihr Atelier und widmete sich der Porträtmalerei. Es wurde 1899 von ihrer Kollegin, der Fotografin Selma Jacobsson übernommen, die auch zur königlichen Fotografin ernannt wurde.
Eines ihrer beliebtesten und oft reproduzierten Bilder zeigt Jesus als Bittsteller. Sie engagierte sich für zahlreiche wohltätige Zwecke und spendete, obwohl sie nicht reich war, im Laufe ihrer Karriere über 150.000 schwedische Kronen an die Bedürftigen.
Ihre Werke sind in der Königlichen Akademie, der Universitätsbibliothek von Uppsala, der Akademie der Wissenschaften und dem Östergötlands Museum zu sehen.